# Ludwig Lewisohn
Ludwig Lewisohn (Berlino, 30 maggio 1882/1883 – Miami Beach, 31 dicembre 1955) è stato uno scrittore, critico letterario e sociologo statunitense di origine ebraica, nato in Germania.

## Biografia

### Vita
Ludwig Lewisohn nacque a Berlino, da Jacques e Minna (Eloesser) Lewisohn il 30 maggio 1882 o 1883.
Si trasferì negli Stati Uniti con la sua famiglia nel 1890, all'età di sette anni.
La sua carriera di studi si è effettuata al College di Charleston, nella Carolina del Sud, dove si è laureato nel 1902, dopo di che ha frequentato la Columbia University di New York, ottenendo la laurea nel 1903. Nel 1914 il College di Charleston gli conferì la laurea ad honorem in letteratura.
Dopo la sua laurea alla Columbia, Lewisohn collaborò con la casa editrice statunitense Doubleday a New York, come membro dello staff editoriale. L'anno seguente, nel 1905, abbandonò Doubleday per diventare uno scrittore di riviste indipendenti.
Nel 1910 assunse la carica di docente di tedesco all'Università del Wisconsin. Dopo un anno si trasferì alla Università statale dell'Ohio, dove restò fino al 1919.
Successivamente lavorò con la rivista The Nation, la più antica rivista statunitense fra quelle ancora in vita e pubblicate continuativamente, dove collaborò fino al 1924.
Dal 1920 Lewisohn cominciò a organizzare conferenze su tematiche riguardanti l'ebraismo e di generale interesse. Si dedicò alla scrittura di opere letterarie dal 1924 fino al 1943 quando divenne direttore della The New Palestine, compito che conservò fino al 1948, quando diventò uno dei tredici membri originali della facoltà di Brandeis University, insegnando letteratura comparata fino alla sua morte nel 1955.
Lewisohn fu membro della "Jewish Academy of Arts and Sciences" e segretario onorario della "Zionist Organization of America".
Lewisohn nel 1925 visitò gli insediamenti ebraici in Palestina e divenne un sostenitore del sionismo, effettuò conferenze e scrisse ampiamente su questo argomento.
Lewisohn si sposò tre volte: la prima volta con Mary Arnold nel 1906; la seconda con Edna Manley nel 1940; la terza con Louise Wolk nel 1944. Lewisohn ebbe anche un figlio, James Elias, da Thelma B. Spear, una cantante con cui visse per molti anni.

### Carriera e pensiero letterario
Durante la sua carriera letteraria Lewisohn è stato autore di numerosi articoli e di trentuno libri di critica, storia, narrativa, biografie e argomenti ebraici.
Alcuni dei suoi lavori più noti furono Upstream (Controcorrente, 1922), The Island Within (Entro l'isola, 1928), Mid Channel (A metà strada, 1929), Expression in America (Espressione in America, 1932) e Renegade (Rinnegato, 1942), incentrati autobiograficamente e narrativamente sul problema degli ebrei americani e dei loro rapporti con la comunità cristiana, sull'approfondimento psicologico del matrimonio e dell'amore, sulla satira della morale.
Contemporaneamente Lewisohn approfondì gli stessi argomenti da un punto di vista sociologico in opere come Israel (Israele, 1925), The Answer: The Jew and the World (La risposta, l'ebreo ed il mondo, 1939), The American Jew (L'ebreo americano, (1950), dove si dimostrerà favorevole al sionismo.
Nelle sue opere di critica letteraria Lewisohn espresse ed utilizzò le teorie freudiane e psicoanalitiche per opporsi alla mentalità puritana, come in The Modern Drama (Il dramma moderno, 1915), The Drama and the Stage (Il dramma ed il palcoscenico, 1922), The Creative Life (La vita creativa, 1924), The Story of the American Literature (La storia della letteratura americana 1939), contraddistinte da idee originali e brillanti.
Si distinse anche come traduttore di opere tedesche di Gerhart Hauptmann, Jacob Wasserman, Franz Werfel, Rainer Maria Rilke e Johann Wolfgang von Goethe.

## Opere principali
- The Broken Snare (Il rullante rotto, 1908);
- A Night in Alexandria (Una notte ad Alessandria, 1909);
- German Style, An Introduction to the Study of German Prose (Stile tedesco, introduzione allo studio della prosa tedesca, 1910);
- The Modern Drama (Il dramma moderno, 1915);
- Upstream (Controcorrente, 1922);
- The Drama and the Stage (Il dramma ed il palcoscenico, 1922);
- The Creative Life (La vita creativa, 1924);
- Israel (Israele, 1925);
- The Case of Mr. Crump (Il caso di Mr. Crump, 1926);
- The Island Within (Entro l'isola, 1928);
- Mid Channel (A metà strada, 1929);
- Stephen Escott (1930);
- The Last Days of Shylock (Gli ultimi giorni di Shylock, 1931);
- Expression in America (Espressione in America, 1932);
- Rebirth (Rinascita, 1935);
- Rebirth, A Book of Modern Jewish Thought (Rinascita, un libro di pensiero ebraico moderno, 1935);
- Trumpet of Jubilee (Tromba del Giubileo, 1937);
- The Answer: The Jew and the World (La risposta, l'ebreo ed il mondo, 1939);
- The Story of the American Literature (La storia della letteratura americana, 1939);
- Renegade (Rinnegato, 1942);
- The American Jew (L'ebreo americano, 1950).